# サフィール (イランのロケット)
サフィール（ペルシア語: سفیرSafir、ペルシア語で「使者、大使」の意）は、人工衛星打ち上げ能力のあるイランのロケットである。

## 機体
全長22m、直径1.25mの2段式の液体燃料ロケットで、現在使用されているサフィール1Bの地球低軌道への打ち上げ能力は50kg。北朝鮮や中国から技術協力を受けて開発されたと推測されており、サフィールの原型となった準中距離弾道ミサイル（MRBM）のシャハブ3も北朝鮮の弾道ミサイルノドンのイラン版と言われている。初期型の推進剤には、TM-185（ケロシン20%、ガソリン80%）とAK-27赤煙硝酸（四酸化二窒素27%、硝酸73%）が、サフィール1Bの推進剤には非対称ジメチルヒドラジンとAK-27が使用されていると推測されている。

## 打ち上げ

### サフィール1以前
イランの国営テレビによると、2008年2月25日にカーヴォシュガル1（Kavoshgar-1、کاوشگر ۱）ロケットにより準軌道テスト飛行が行われた。この打ち上げのペイロードは高層大気観測用の機器であり、高度200-250kmの宇宙空間に打ち上げられ科学データを取得することに成功したと、イラン・イスラム共和国通信社 (IRNA) が報じた。IRNAの初期の報道において、このロケットは3段ロケットであり、1段目は発射後90秒で分離され、最終的に高度200-250kmの軌道に到達したとされた。この打ち上げ機は液体燃料ロケットであり、シャハブ3から派生したものであると考えられている。このロケットについてイランは2008年2月19日に新しい情報を発表しており、それによるとこのロケットは2段ロケットで、1段目は高度100kmで切り離され、パラシュートによって地上に帰還した。2段目は高度200kmまで上昇を続けたが、軌道速度には達しなかった、とのことである。
観測ロケットの開発と打ち上げ成功については、これより1年前の2007年2月25日にも発表されている。このロケットと前述のロケットが同じタイプのものかどうかは不明である。

### 運用開始以後
2008年8月17日、イラン当局は、イラン初の国産人工衛星「オミード」を打ち上げるための予行として、空荷のサフィールを打ち上げ、成功したと報告した。イラン宇宙庁長官のレーザ・タギザデは国営テレビに対し、「われわれは人工衛星打ち上げ機サフィールを今日初めて打ち上げ、ダミー衛星を軌道に乗せることに成功した」と語った。この発表によると、ダミー衛星は高度650kmの地球低軌道に打ち上げられ、24時間ごとに6回イラン上空を通過するとされた。この打ち上げによって軌道に到達したかどうかは確認されなかった。
アメリカ当局は「ロケットの打ち上げはリフトオフ後すぐ失敗し、意図した軌道には到達しなかった」と発表したが、リフトオフのビデオはイラン国営テレビで放送された。イラン当局はアメリカの主張をプロパガンダであると非難する声明を発表し、近々「オミード」を打ち上げると語った。
2009年2月2日、サフィール1の2号機は「オミード」を軌道上に打ち上げた。
2011年6月15日にサフィール1Aが地球観測衛星「ラサッド1」（観測の意味）を高度260kmの軌道上に打ち上げた。
2012年2月3日、サフィールの第2段の推力を20%以上向上させた改良型のサフィール・ナヴィート（サフィール1B）が、イラン科学技術大学が開発した地球観測用科学技術衛星ナヴィード・エルモサナアトを高度250km-375kmの楕円軌道上に打ち上げた。
2012年5月14日に国営イラン通信は、5月23日に気象状況や自然災害に関するデータ収集を目的とする人工衛星「ファジル」を打ち上げると発表した。その後、イランはこの打ち上げに関する発表をしていないが、イギリスの軍事情報誌「ジェーンズ・インテリジェンス・レビュー」は、打ち上げの痕跡がある発射台が写った5月23日以降の衛星画像を根拠に、イランが人工衛星の打ち上げに失敗したと分析している。また、ジェーンズは衛星画像を根拠に、イランが10月にも人工衛星の打ち上げに失敗したと分析している。
2015年2月2日、イラン・エレクトロニクス・インダストリーズ社が開発した「ファジル」の打ち上げに成功した。

### 打ち上げ実績
| 回数 | 打ち上げ日時(UTC) | モデル       | ペイロード       | 重量  | 用途                 | 結果 |
| ---- | ----------------- | ------------ | ---------------- | ----- | -------------------- | ---- |
| 1    | 2008年8月17日     | サフィール1  | オミードのダミー |       |                      | 失敗 |
| 2    | 2009年2月2日      | サフィール1  | オミード         | 27 kg | 技術実証（通信）     | 成功 |
| 3    | 2011年6月15日     | サフィール1A | ラサッド1        | 15 kg | 技術実証（地球観測） | 成功 |
| 4    | 2012年2月3日      | サフィール1B | ナヴィード       | 50 kg | 技術実証（地球観測） | 成功 |
| 5    | 2012年5月23日     | サフィール1B | ファジル         | 50 kg | 技術実証（地球観測） | 失敗 |
| 6    | 2012年10月        | サフィール1B | ファジル         | 50 kg | 技術実証（地球観測） | 失敗 |
| 7    | 2015年2月2日      | サフィール1B | ファジル         | 52 kg | 技術実証（地球観測） | 成功 |
| 8    | 2019年2月5日      | サフィール1B | Doosti           |       |                      | 失敗 |
| 9    | 2019年8月29日     | サフィール1B | Nahid 1          |       | 通信衛星             | 失敗 |